# Francisco Villa, Las Choapas
Francisco Villa är en ort i Mexiko.   Den ligger i kommunen Las Choapas och delstaten Veracruz, i den sydöstra delen av landet, 600 km öster om huvudstaden Mexico City. Francisco Villa ligger 47 meter över havet och antalet invånare är 314.
Terrängen runt Francisco Villa är platt norrut, men söderut är den kuperad. Runt Francisco Villa är det ganska glesbefolkat, med 29 invånare per kvadratkilometer. Närmaste större samhälle är Francisco Martínez Gaytán, 18,7 km norr om Francisco Villa. Omgivningarna runt Francisco Villa är en mosaik av jordbruksmark och naturlig växtlighet.